# Thorikos

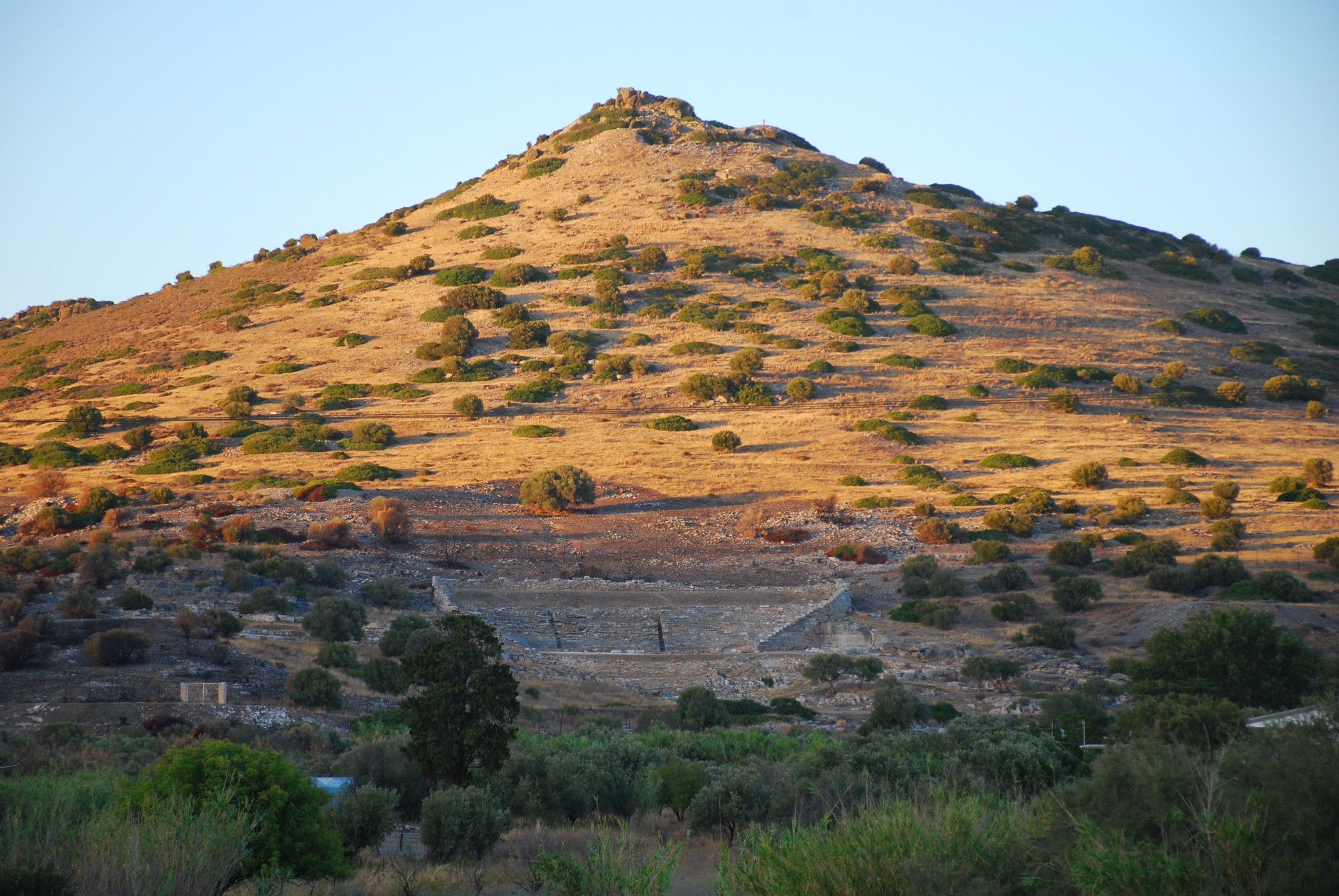
Blick auf das Stadtgelände von Thorikos mit dem Theater

Thorikos (altgriechisch Θορικός Thorikós (m. sg.)) war ein antiker griechischer Ort an der Südostküste Attikas und gehörte zu dem antiken Bergbaugebiet Laurion. Die Ausgrabungen liegen zwei Kilometer nördlich von Lavrio/Laurion, in der Nähe eines großen Elektrizitätswerkes. Die nicht von einer Umfassungsmauer, sondern nur durch ein Fort geschützte antike Siedlung zog sich an den Hängen des Berges Velatouri empor.
Thorikos wird seit 1960 von belgischen Archäologen ausgegraben (Belgische School te Athene).

## Archäologie
Der Hafen von Thorikos diente der Anlieferung der enormen Holzmassen, die man für die Verhüttung des Rohmaterials benötigte, und der Verschiffung der geläuterten Erze. Am Hafen liegt auch das Fort, auf der Landzunge, östlich des Berges. Auf dem Gipfel des Velatouri, über der Stadt, fanden sich große und gut erhaltene mykenische Kuppelgräber, die darauf schließen lassen, dass hier bereits im 2. Jahrtausend v. Chr. ein mykenischer Fürstensitz lag; schon damals wurde in dieser Region Blei und Silber abgebaut.
Zwei Quartiere der archaischen und klassischen Siedlung am Fuß des Berges wurden inzwischen freigelegt. Wohnen und industrielles Arbeiten waren hier auf engstem Raum vereint. Unmittelbar neben den Häusern und Werkstätten, in der Siedlung, fanden sich Gräber aus dem 6.–4. Jahrhundert. Hier wurde der hektische Betrieb der Zechen mit den geheiligten Plätzen zusammengebracht.

### Theater

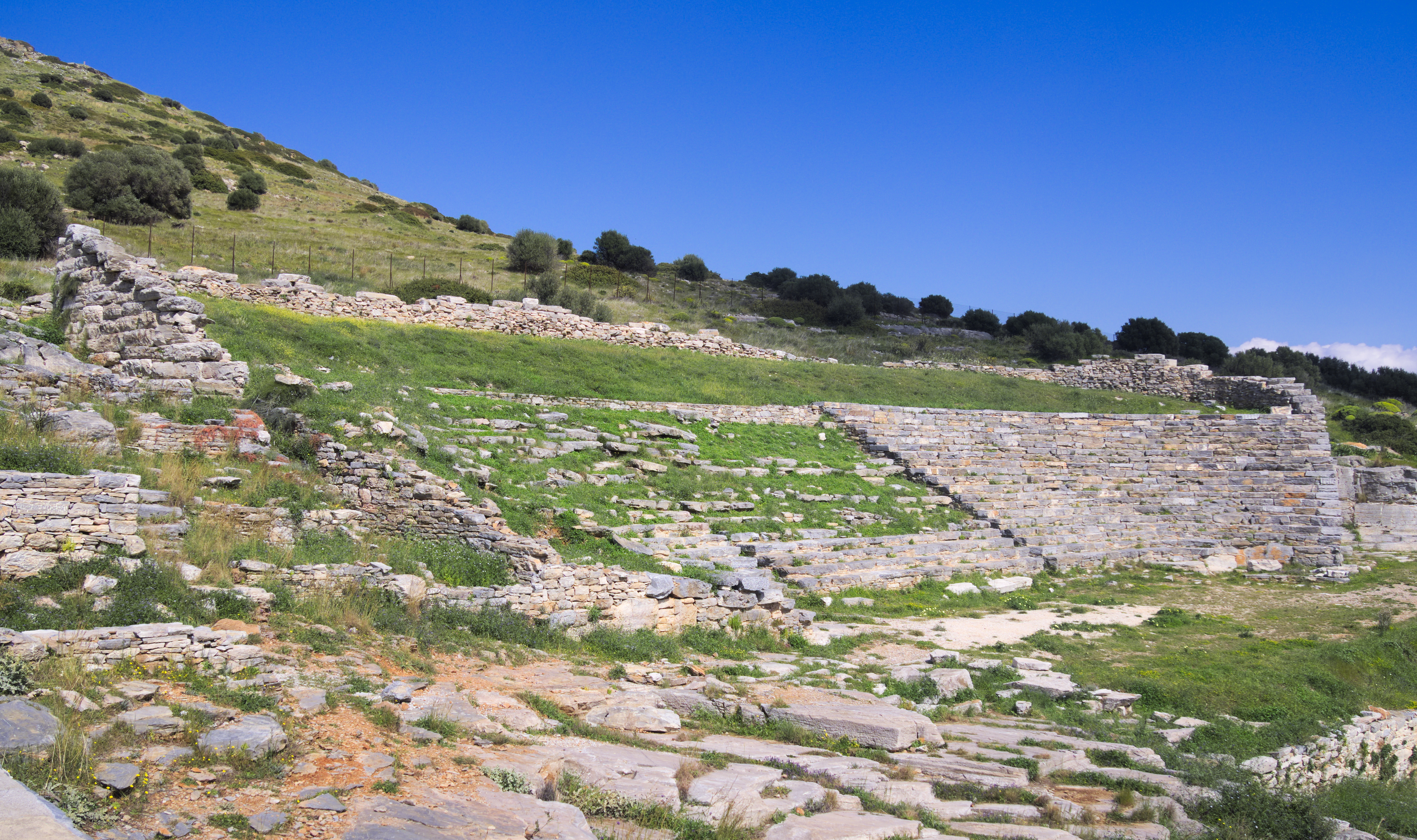
Das Theater mit rechteckigem Grundriss

Die Grundform des Theaters, das ebenfalls direkt neben einem Stollen errichtet wurde, ist teils aus dem Felsen gehauen, teils aus Blöcken erbaut. Die Grundform ist nicht – wie bei den meisten späteren antiken Theatern – halbrund, sondern langgestreckt. Die ältesten Strukturen gehen auf das 6. Jahrhundert v. Chr. zurück. Das heute noch sichtbare Gebäude stammt aus dem 4. Jahrhundert v. Chr. Ein Stollen, dessen ausgegrabener und restaurierter Eingang durch ein Gitter zu besichtigen ist, führt gleich links vom Theater in den Berg. 